# Modest Jakowlewitsch Kittary

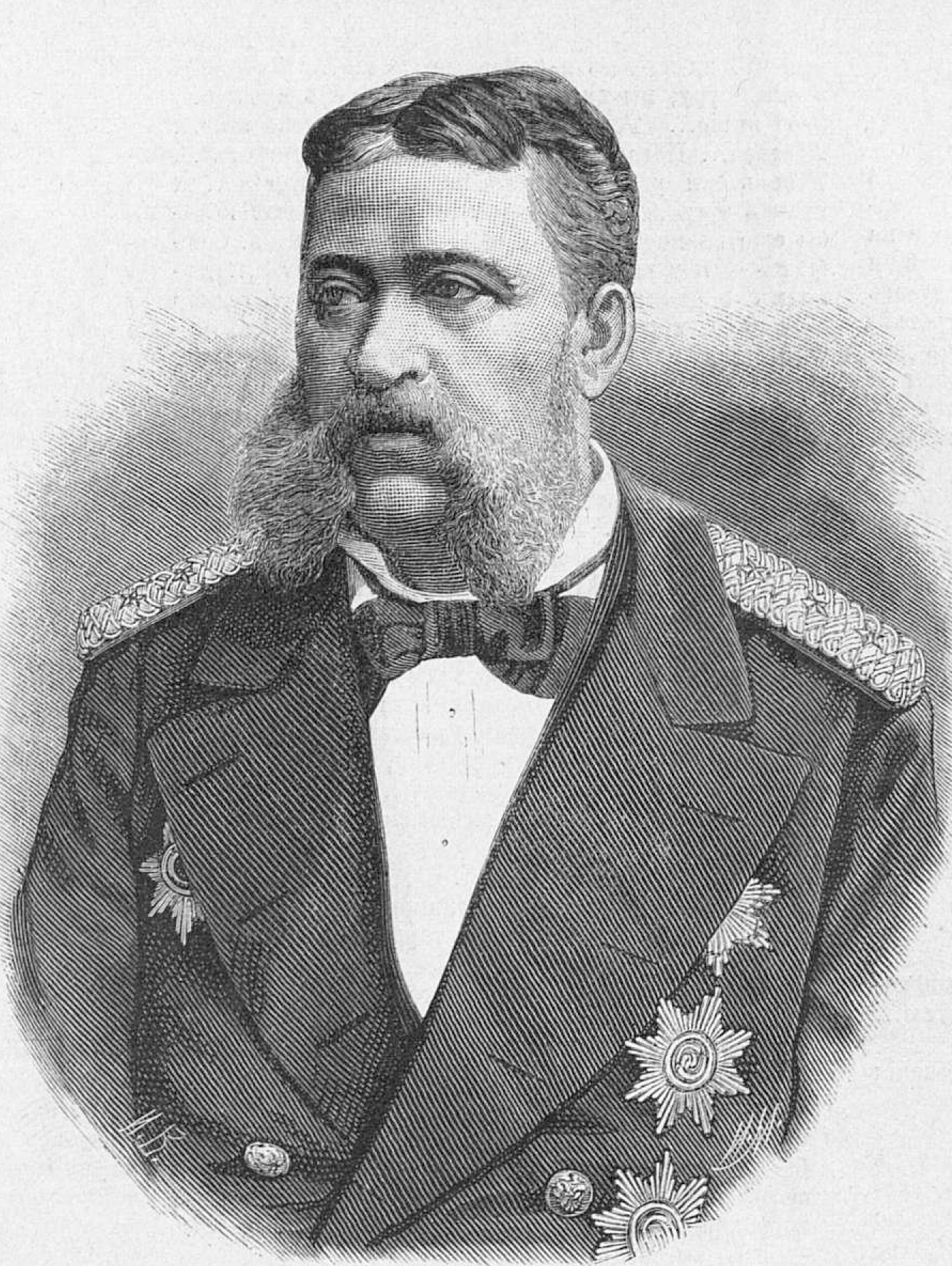
Modest Jakowlewitsch Kittary

Modest Jakowlewitsch Kittary (russisch Модест Яковлевич Киттары; * 22. Novemberjul. / 4. Dezember 1824greg. in Perm; † 28. Märzjul. / 9. April 1880greg. in St. Petersburg) war ein russischer Chemietechnologe, Zoologe und Hochschullehrer.

## Leben
Kittarys Vater war der verbannte polnische römisch-katholische Adlige Jakow Franzewitsch Kittary, der in Kungur und Perm und dann im Gouvernement Perm als Landvermesser diente und 1823 in Perm die Tochter Anastassija Gawrilowna des Titulärrats (9. Rangklasse) Gawriil Iwanowitsch Sorokin geheiratet hatte. Kittary hatte 6 Geschwister.
Nach dem Schulabschluss am Permer Gymnasium ging Kittary nach Kasan und studierte an der Kaiserlichen Kasaner Universität (IKU). Insbesondere hörte er die Vorlesungen Nikolai Nikolajewitsch Sinins und nahm an dessen praktischen Übungen teil. Er schloss 1844 das Studium in der naturwissenschaftlichen Klasse ab und erhielt eine Goldmedaille für seine Untersuchung von Schwefelcyanverbindungen. Anschließend war er Laborant in dem von Sinin geleiteten Laboratorium für Chemie und Technologie. Er schlug konstruktive Änderungen für die chemischen Apparaturen vor zur Verbesserung der Versuchseffizienz. Gleichzeitig führte er mit Sinins Unterstützung zoologische Untersuchungen durch. 1845 verteidigte er mit Erfolg seine Dissertation über die Familie Störe im Allgemeinen und das Skelett dieser Fische für die Promotion zum Magister der Zoologie. 1847 folgte die erfolgreiche Verteidigung der Doktor-Dissertation über die Anatomie der Galeodes aranoeides und Galeodes dorsalis der Walzenspinnen für die Promotion zum Doktor der Naturwissenschaften 1848.
1848 wurde Kittary von der IKU zum Adjunkten gewählt und beauftragt, eine Vorlesung über Analytische Chemie für Mathematiker, Naturwissenschaftler und Technologen zu halten. Im selben Jahr übernahm er von Sinin die Leitung des Laboratoriums, als Sinin Kasan verließ. 1850 wurde Kittary außerordentlicher Professor und 1853 ordentlicher Professor des Lehrstuhls für Technologie.
Kittary war zur Londoner Industrieausstellung 1851 geschickt worden, um die dortigen Exponate wissenschaftlich zu bewerten. Sein Reisebericht mit Analyse der Ausstellung wurde in den Otetschestwennyje Sapiski veröffentlicht. Mit den gemachten Erfahrungen organisierte er 1852 die Kasaner Landwirtschaftsausstellung und 1854 die Wjatkaer Bezirksausstellung. Er hielt sehr populäre öffentliche kostenlose Vorträge über verbesserte Technologien für die verschiedenen Gewerbetätigkeiten, aber die Industriellen, an die sich die Vorträge in erster Linie richteten, erschienen kaum. Er wiederbelebte die Kasaner Ökonomische Gesellschaft, deren Zeitschrift er gründete und 1854–1857 redigierte. Er veröffentlichte dort über 150 Aufsätze über Kerzenherstellung, Seifenherstellung, Gerben, Bienenzucht und andere Gewerbetätigkeiten. Entsprechend einem Projekt Kittarys bauten die Brüder Krestownikow das Kasaner Stearinkerzenwerk, das ein der bedeutendsten russischen Fettverarbeitungsbetriebe wurde. Unter dem Einfluss Kittarys und seiner Schüler wurden in vielen Fabriken und Werken der Region neueste und verbesserte Produktionsmethoden eingeführt.
1857 ging Kittary nach Moskau und wurde ordentlicher Professor auf dem Lehrstuhl für Technologie, Landwirtschaft, Forstwirtschaft und Architektur (ab 1863 Lehrstuhl für Technologie) der Physikalisch-Mathematischen Fakultät der Kaiserlichen Universität Moskau (IMU), der auf Wunsch der Moskauer Kaufleute und Fabrikanten auf deren Kosten eingerichtet worden war. Dazu leitete Kittary das 1859 eröffnete Technologie-Laboratorium der IMU. Auf seine Initiative wurde 1867 an der IMU ein Industriemuseum gegründet, in dem Kittary und andere Professoren öffentliche Vorträge hielten. 1873 wurde das Museum geschlossen. Auch lehrte er Chemische Technologie und Analytische Chemie an der Moskauer Gewerbeschule. Er war Inspektor in der Moskauer Akademie für Praxis der Handelswissenschaften, wo er das Unterrichtsniveau anhob und ein chemisch-technisches Laboratorium eröffnete. Auf Bitten verschiedener Ministerien hielt er für Akzise-Beamte eine öffentliche Vorlesung über Destillation und für Intendantur-Beamte eine öffentliche Vorlesung über Warenkunde. Unter seinem Einfluss wurde die Intendantur reformiert, und er wurde Vorsitzender des neuen wissenschaftlichen Komitees der Intendantur.
Kittary setzte sich für den Vorrang der technischen Bildung ein wie auch Alexander Stepanowitsch Jerschow. Zusammen diskutierten sie dies mit Iwan Kondratjewitsch Babst, der die Notwendigkeit der verbreiteten Basisbildung und Allgemeinbildung als Grundlage für die technische Bildung betonte. 1858–1859 war Kittary der Redakteur der neuen Zeitung Promyschlenny listok, die über Industrie- und Technik-Neuigkeiten im In- und Ausland berichtete und in der er die meisten Artikel selbst schrieb. Ab 1868 redigierte er die russische Ausgabe des großen Werks Chemistry, Theoretical, Practical and Analytical as applied and relating to the Arts and Manufactures von James Sheridan Muspratt.
Auch redigierte Kittary die Zeitschrift der Moskauer Gesellschaft für Landwirtschaft. 1868 gründete er auf einem Landgut in der Nähe des Dorfes Andrejewka bei Moskau einen für damalige Zeiten fortschrittlichen Bauernhof. 1877 eröffnete er auf eigene Kosten in dem Nachbardorf Nowinsko-Goretowskoje eine Zweiklassenschule mit einem Heim für 20 Personen für Kinder, die erfolgreich die Landgrundschule abgeschlossen hatten.
1879 ging Kittary nach St. Petersburg und wurde Vorsitzender des Technik-Komitees bei der Hauptintendantur des russischen Kriegsministeriums.
Kittary war in 1. Ehe verheiratet mit der Tochter Jewgenija des Geologen Pjotr Iwanowitsch Wagner. Kittary hatte keine Kinder.
Kittary starb in St. Petersburg und wurde an der Erlöserkirche in Andrejewka begraben. Dort wurde zu seinem Gedenken eine Kapelle errichtet.

## Ehrungen, Preise
- Verdienter Professor der IMU (1859)[4]
- Goldmedaille der Kaiserlichen Freien Ökonomischen Gesellschaft zu Sankt Petersburg (1860) für die Erfindung einer einfachen und billigen Konservierungsmethode mit Konservendosen[2]
- Ehrenmitglied der IMU (1869)[4]
- Kaiserlich-Königlicher Orden vom Weißen Adler
- Orden des Heiligen Wladimir II. Klasse
- Russischer Orden der Heiligen Anna II. Klasse, I. Klasse
- Sankt-Stanislaus-Orden II. Klasse, I. Klasse